# Deutsche Straßen-Radmeisterschaften 2025
Die Deutschen Straßen-Radmeisterschaften 2025 fanden vom 27. bis 29. Juni 2025 in Linden und Ramstein-Miesenbach im Landkreis Kaiserslautern statt, organisiert vom RSC Linden.
Neben den Profisportlerinnen und Sportlern ist auch der Nachwuchs in Kaiserslautern an den Start gegangen: Die Schülerklassen U15, die Jugendklasse U17 und die Junioren U19 (jeweils männlich und weiblich). Start und Ziel der Straßenrennen lagen in Linden. Die ursprüngliche Streckenführung durch Kaiserslautern musste geändert werden, weil es dort technische Probleme gab. Die 19,8 Kilometer lange Runde führte von Linden über Queidersbach und Schweinstal.
Das Einzelzeitfahren führte über eine Strecke in Ramstein-Miesenbach. Die Strecke war 21,5 Kilometer lang und wies rund 287 Höhenmeter auf.
Der Meistertitel im Straßenrennen der U23 wurde im Rahmen der Vier-Länder-Meisterschaften 2025 am 6. Juli in den Ybbstaler Alpen in Österreich vergeben.

## Resultate

### Straßenrennen

#### Frauen
| Platz | Athletin             | Zeit (h) |
| ----- | -------------------- | -------- |
| 1     | Franziska Koch       | 3:14:27  |
| 2     | Antonia Niedermaier  | + 0:14   |
| 3     | Rosa Klöser          | + 0:43   |
| 4     | Justyna Czapla       | + 0:56   |
| 5     | Liane Lippert        | + 4:47   |
| 6     | Stephanie Meder      | + 5:06   |
| 7     | Franziska Brauße     | + 5:53   |
| 8     | Ricarda Bauernfeind  | + 5:53   |
| 9     | Nele Laing           | + 5:53   |
| 10    | Karoline Goldschmidt | + 5:55   |

Länge: 118,6 km, 2091 hm, Linden

Start: Samstag, 28. Juni

Durchschnittsgeschwindigkeit der Siegerin: 36.596 km/h

Von 84 Athletinnen erreichten 44 das Ziel.

#### Frauen U19
| Platz | Athletin                 | Zeit (h) |
| ----- | ------------------------ | -------- |
| 1     | Leni Bauer               | 2:17:32  |
| 2     | Magdalena Leis           | 2:17:33  |
| 3     | Caoilinn Littbarski-Gray | 2:21:36  |
| 4     | Jette Jäger              | 2:21:37  |
| 5     | Laura Nollau             | 2:21:37  |
| 6     | Jola Aelken              | 2:22:15  |
| 7     | Lenka Schlittermann      | 2:22:28  |
| 8     | Sophie Schuster          | 2:24:44  |
| 9     | Eufemia Schmieder        | 2:28:31  |
| 10    | Hannah-Franziska Brand   | 2:28:31  |

Länge: 79,2 km

Start: Samstag, 28. Juni

Durchschnittsgeschwindigkeit der Siegerin: 34,552 km/h

Von 33 Athletinnen kamen 20 ins Ziel.

#### Frauen U17
| Platz | Athletin            | Zeit (h) |
| ----- | ------------------- | -------- |
| 1     | Amandine Jakob      | 1:40:57  |
| 2     | Edda Bieberle       | 1:40:58  |
| 3     | Karla Müller        | 1:43:07  |
| 4     | Charlotte Späth     | 1:43:07  |
| 5     | Mathilde Adden      | 1:43:13  |
| 6     | Nuria Sophie Müller | 1:43:20  |
| 7     | Beatrix Attelmann   | 1:43:22  |
| 8     | Emilia Pauli        | 1:44:51  |
| 9     | Lilly Kellerer      | 1:45:01  |
| 10    | Victoria Liebhaber  | 1:45:39  |

Länge: 59,4 km

Start: Samstag, 22. Juni

Durchschnittsgeschwindigkeit der Siegerin: 35,305 km/h

Von 43 Athletinnen kamen 38 ins Ziel.

#### Männer
| Platz | Athlet           | Zeit (h) |
| ----- | ---------------- | -------- |
| 1     | Georg Zimmermann | 4:41:08  |
| 2     | Felix Engelhardt | + 0:01   |
| 3     | Anton Schiffer   | + 0:01   |
| 4     | Lennard Kämna    | + 0:02   |
| 5     | Florian Stork    | + 0:18   |
| 6     | Emanuel Buchmann | + 0:30   |
| 7     | Nils Politt      | + 2:44   |
| 8     | Jonas Rutsch     | + 2:44   |
| 9     | Ben Zwiehoff     | + 2:44   |
| 10    | Lennart Jasch    | + 2:45   |

Länge: 198 km, 3485 hm, Linden
Start: Samstag, 29. Juni

Durchschnittsgeschwindigkeit des Siegers: 42,258 km/h

41 Athleten erreichten das Ziel.

#### Männer U19
| Platz | Athlet            | Zeit (h) |
| ----- | ----------------- | -------- |
| 1     | Benedikt Benz     | 2:58:38  |
| 2     | Karl Herzog       | 2:58:40  |
| 3     | Zeno Levi Winter  | 2:58:40  |
| 4     | Moritz Mauss      | 2:58:40  |
| 5     | Lenny Karstedt    | 2:58:41  |
| 6     | Anton Kochanowski | 2:58:42  |
| 7     | Owen Kings        | 2:58:42  |
| 8     | Jakob Pelzer      | 2:58:44  |
| 9     | Attila Höfig      | 2:58:46  |
| 10    | Nils Borrmann     | 2:58:51  |

Länge: 118,8 km, 1810 hm

Start: Sontag, 29. Juni

Durchschnittsgeschwindigkeit des Siegers: 39,903 km/h

Von 115 Startern kamen 58 ins Ziel.

#### Männer U17
| Platz | Athlet            | Zeit (h)    |
| ----- | ----------------- | ----------- |
| 1     | Nils Maiwald      | 2:01:42,192 |
| 2     | Amon Rothe        | 2:01:49,662 |
| 3     | Anton Hafeneger   | 2:01:49,821 |
| 4     | Oskar Doberschütz | 2:01:49,898 |
| 5     | Louis Pepe Kaffka | 2:01:50,201 |
| 6     | Josh Tietjen      | 2:01:50,250 |
| 7     | Louis Joos        | 2:01:50,729 |
| 8     | Jasper Carls      | 2:01:50,996 |
| 9     | Timo Zabel        | 2:01:51,064 |
| 10    | Daan Ensenbach    | 2:01:51,426 |

Länge: 79,2 km

Start: Samstag, 22. Juni

Durchschnittsgeschwindigkeit des Siegers: 38,6 km/h

Von 130 Startern kamen 97 ins Ziel.

### Einzelzeitfahren

#### Frauen
| Platz | Athletin             | Zeit (min) |
| ----- | -------------------- | ---------- |
| 1     | Antonia Niedermaier  | 31:10,81   |
| 2     | Franziska Brauße     | + 1:11,52  |
| 3     | Liane Lippert        | + 1:41,41  |
| 4     | Katharina Fox        | + 1:45,91  |
| 5     | Lisa Klein           | + 1:47,58  |
| 6     | Mieke Kröger         | + 2:39,52  |
| 7     | Hannah Ludwig        | + 2:50,18  |
| 8     | Karoline Goldschmidt | + 3:15,65  |
| 9     | Lydia Ventker        | + 3:19,78  |
| 10    | Corinna Lechner      | + 3:38,31  |

Länge: 21,5 km,

Start: Freitag, 27. Juni

Durchschnittsgeschwindigkeit der Siegerin: 41,37 km/h

44 von 49 Athletinnen kamen ins Ziel.

#### Frauen U23
| Platz | Athletin               | Zeit (min) |
| ----- | ---------------------- | ---------- |
| 1     | Justyna Czapla         | 32:38,12   |
| 2     | Linda Riedmann         | + 1:03,82  |
| 3     | Hannah Kunz            | + 1:49,07  |
| 4     | Messane Bräutigam      | + 1:57,62  |
| 5     | Pia Grünewald          | + 2:02,88  |
| 6     | Anne Schmidhuber       | + 2:08,38  |
| 7     | Clara Jäger            | + 2:38,84  |
| 8     | Joelle Amelie Messemer | + 2:47,30  |
| 9     | Fabienne Jährig        | + 3:26,72  |
| 10    | Jule Märkl             | + 3:32,46  |

Länge: 21,5 km,

Start: Freitag, 27. Juni

Durchschnittsgeschwindigkeit der Siegerin: 43,775 km/h

22 von 23 Athletinnen kamen ins Ziel.

#### Männer
| Platz | Athlet                | Zeit (min) |
| ----- | --------------------- | ---------- |
| 1     | Maximilian Schachmann | 27:47,07   |
| 2     | Miguel Heidemann      | + 0:17,42  |
| 3     | Lennard Kämna         | + 0:25,31  |
| 4     | Nils Politt           | + 0:34,18  |
| 5     | Nico Denz             | + 0:52,44  |
| 6     | Jasha Sütterlin       | + 0:55,09  |
| 7     | Julian Borresch       | + 1:13,82  |
| 8     | Tim Torn Teutenberg   | + 1:19,11  |
| 9     | Jannik Steimle        | + 1:25,01  |
| 10    | Moritz Kretschy       | + 1:26,93  |

Länge: 21,5 km,

Start: Freitag, 27. Juni

Durchschnittsgeschwindigkeit des Siegers: 46,43 km/h

58 Starter von 64 kamen ins Ziel.

#### Männer U23
| Platz | Athlet            | Zeit (min) |
| ----- | ----------------- | ---------- |
| 1     | Bruno Keßler      | 28:46,17   |
| 2     | Louis Leidert     | + 0:16,77  |
| 3     | Paul Fietzke      | + 0:23,16  |
| 4     | Ben Felix Jochum  | + 0:35,88  |
| 5     | Silas Koech       | + 0:48,68  |
| 6     | Cedric Abt        | + 0:56,30  |
| 7     | Ian Kings         | + 1:01,47  |
| 8     | Luis-Joe Lührs    | + 1:02,99  |
| 9     | Tillman Sarnowski | + 1:16,60  |
| 10    | Fausto Penna      | + 1:21,43  |

Länge: 21,5 km,

Start: Freitag, 27. Juni

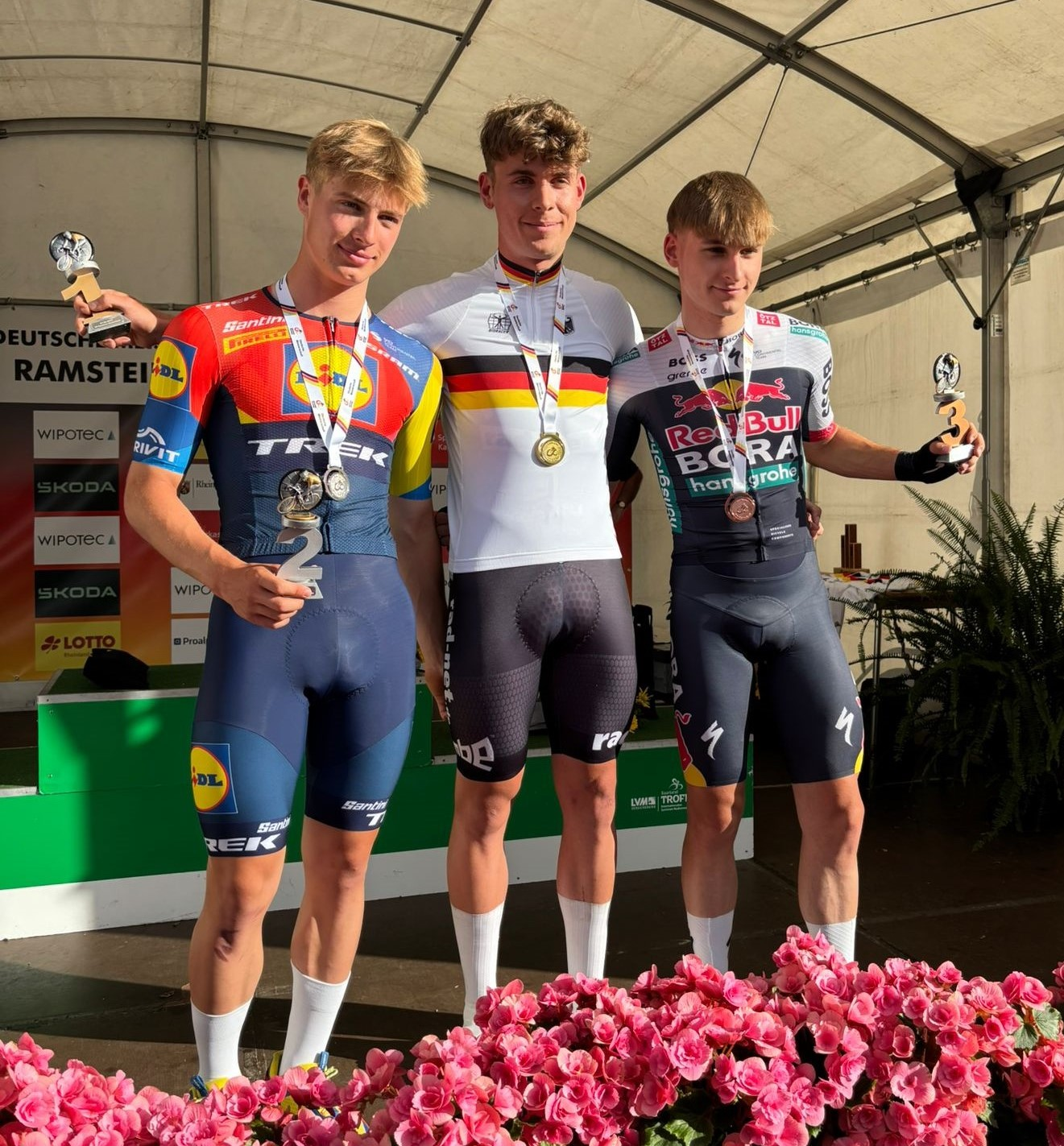
Podium der U23 im Zeitfahren (v. l. n. r.): Louis Leidert, Bruno Keßler, Paul Fietzke

Durchschnittsgeschwindigkeit des Siegers: 44,839 km/h

52 von 62 Startern kamen ins Ziel.